# شلتون بروکس
شلتون بروکس (انگلیسی: Shelton Brooks؛ ۴ مهٔ ۱۸۸۶ – ۶ سپتامبر ۱۹۷۵) یک خواننده اهل کانادا بود.